# Арта (областна единица)
Арта (на гръцки: Άρτα) е областна единица в Гърция, част от административна област Епир. Арта е с население от 77 680 жители (2005 г.) и обща площ от 1662 km². Граничи с областните единици Превеза на запад, Янина на север и Трикала и Кардица на изток.